# Pibe (futbolista)
Agustín Emanuel Pastoriza Cacabelos, conocido como Pibe (n. Adrogué, Argentina, 31 de enero de 1996), es un futbolista argentino-español que juega como delantero en la Cultural y Deportiva Leonesa de la Primera Federación.

## Trayectoria
Agustín Pastoriza, conocido como "Pibe", nació en Adrogué, y a los cinco años se trasladó a Corbillón, en Cambados, Galicia, localidad natal de su madre. Comenzó su formación en las categorías juveniles del Juventud Cambados. Más adelante, pasó a las categorías inferiores del Pontevedra Club de Fútbol, donde debutó en el equipo filial. Su primer partido con el primer equipo tuvo lugar el 17 de marzo de 2013 en un empate 1-1 frente a la Unión Deportiva Barbadás en la Tercera División.
En junio de 2014, fue fichado por el Real Betis Balompié y se unió a su equipo juvenil. Pibe hizo su debut en la Primera División con el primer equipo del Real Betis el 18 de mayo de 2014 en una derrota 1-2 contra el Club Atlético Osasuna.
A principios de 2016, debido a la falta de minutos, Pibe se unió al Real Oviedo Vetusta, filial del Real Oviedo, en la Tercera División. En agosto de 2017, fichó por el Coruxo Fútbol Club, que competía en la Segunda División B.
En enero de 2018, Pibe regresó al Pontevedra Club de Fútbol, donde jugó durante temporada y media en la Segunda División B. En verano de 2019, se incorporó al Ourense Club de Fútbol en Tercera División y en 2020 fichó por el Burgos Club de Fútbol Promesas.
En enero de 2021, Pibe firmó con el Inter Turku de la Veikkausliiga, la primera división de Finlandia, bajo la dirección del técnico español José Riveiro. Un año después, en enero de 2022, regresó a España para unirse al Club Deportivo Arenteiro, en Segunda Federación.
Tras dos exitosas temporadas con el Club Deportivo Arenteiro, donde fue una figura destacada, Pibe firmó en junio de 2024 con la Cultural y Deportiva Leonesa para competir en la Primera Federación, tras rechazar ofertas de otros equipos como el Club Deportivo Lugo y el Real Murcia Club de Fútbol.

## Internacional
En agosto de 2015, fue convocado por la Selección de fútbol sub-20 de Argentina tras su debut en Primera División.

## Clubes
| Club                           | País      | Año             |
| ------------------------------ | --------- | --------------- |
| Pontevedra Club de Fútbol "B"  | España    | 2013            |
| Pontevedra Club de Fútbol      | España    | 2013-2014       |
| Betis Deportivo Balompié       | España    | 2014–2016       |
| Real Betis Balompié            | España    | 2014            |
| Real Oviedo Vetusta            | España    | 2016            |
| Coruxo Fútbol Club             | España    | 2017-2018       |
| Pontevedra Club de Fútbol      | España    | 2018-2019       |
| Ourense Club de Fútbol         | España    | 2019-2020       |
| Burgos Club de Fútbol Promesas | España    | 2020-2021       |
| Football Club Inter Turku      | Finlandia | 2021-2022       |
| Club Deportivo Arenteiro       | España    | 2022-2024       |
| Cultural y Deportiva Leonesa   | España    | 2024-Actualidad |